# Azara (kommunhuvudort)
Azara är en kommunhuvudort i Spanien.   Den ligger i provinsen Provincia de Huesca och regionen Aragonien, i den nordöstra delen av landet, 400 km nordost om huvudstaden Madrid. Azara ligger 436 meter över havet och antalet invånare är 194.
Terrängen runt Azara är huvudsakligen platt, men åt nordost är den kuperad. Runt Azara är det ganska glesbefolkat, med 42 invånare per kvadratkilometer. Närmaste större samhälle är Barbastro, 13,4 km öster om Azara. Trakten runt Azara består till största delen av jordbruksmark.